# Norte (Francia)
Norte (59; en francés: «Nord») es uno de los departamentos de Francia situado en la región de Alta Francia. Su ubicación geográfica de extremo septentrional de Francia le vale su nombre. Es el departamento más poblado del país. Su gentilicio en francés es nordiste.

## Geografía
Norte incluye el Flandes francés (la otra parte de Flandes está en Bélgica). Limita al norte con Bélgica, al oeste con el mar del Norte, y al sur con los departamentos de Paso de Calais, Somme (muy breve) y Aisne. Consiste en una franja que se extiende a lo largo de la frontera belga.
Los ríos más importantes que atraviesan el departamento son Yser, Lys, Escalda, Scarpe y Sambre.
El territorio departamental está dividido en 79 cantones y 652 municipios. El cantón es una división territorial del departamento, puede estar compuesto por diversos municipios, o por uno solo. En el caso de las grandes ciudades, los cantones pueden estar compuestos por diversos barrios de estas. El cantón lleva el nombre de su chef-lieu, que en la mayoría de ocasiones es la ciudad más importante.

## Demografía
(Notas a la tabla de abajo):
- El 1 de septiembre de 1973 la comuna de Escaufort (266 habitantes en 1968) pasó de Aisne a Norte, siendo absorbida por la de Saint-Souplet.
- El 31 de marzo de 1976 la comuna de Grand-Fort-Philippe se anexionó un barrio de Oye-Plage (Paso de Calais). Dicho territorio tenía 740 habitantes en 1975.

Las principales ciudades del departamento son (datos del censo de 1999):
- Lille: 212 597 habitantes, 1 000 900 en la parte francesa de la aglomeración. La aglomeración incluye Roubaix (96 984 habitantes), Tourcoing (93 540 habitantes), Villeneuve-d'Ascq (65 042 habitantes) y otras muchas poblaciones.
- Valenciennes: 41 278 habitantes, 357 395 en la parte francesa de la aglomeración.
- Dunkerque: 70 850 habitantes, 191 173 en la aglomeración.
- Douai-Lens: 42 796 habitantes en Douai y 36 206 en Lens, 518 739 en la aglomeración, que desborda el departamento, pero no cruza la frontera belga.
- Maubeuge: 33 546 habitantes, 99 900 en la parte francesa de la aglomeración.
- Armentières: 25 273 habitantes, 58 706 en la parte francesa de la aglomeración.
- Cambrai: 33 738 habitantes, 48 261 en la aglomeración.

| 1801      | 1831      | 1841      | 1851      | 1856      | 1861      | 1866      |
| --------- | --------- | --------- | --------- | --------- | --------- | --------- |
| 765 001   | 989 938   | 1 085 298 | 1 158 285 | 1 212 353 | 1 303 380 | 1 392 041 |
| 1872      | 1876      | 1881      | 1886      | 1891      | 1896      | 1901      |
| 1 447 764 | 1 519 585 | 1 603 259 | 1 670 184 | 1 736 341 | 1 811 834 | 1 866 994 |
| 1906      | 1911      | 1921      | 1926      | 1931      | 1936      | 1946      |
| 1 895 861 | 1 961 780 | 1 787 918 | 1 969 182 | 2 029 449 | 2 022 167 | 1 917 452 |
| 1954      | 1962      | 1968      | 1975      | 1982      | 1990      | 1999      |
| 2 098 545 | 2 293 112 | 2 417 899 | 2 511 478 | 2 520 526 | 2 531 855 | 2 555 020 |

## Historia
Hasta el siglo XVII, la historia del Norte era en gran parte común con la historia de Bélgica (los belgas durante la Antigüedad eran una multitud de pueblos celtas del norte de la Galia), la de una tierra que “durante casi mil años sirvió de campo de batalla para toda Europa”. El territorio de Nord-Pas-de-Calais ha sido disputado desde la Guerra de las Galias; en la época de las invasiones bárbaras, los francos salios se establecieron allí, y fue la cuna de la dinastía merovingia.
El territorio que comprende los actuales distritos de Lille, Douai y Dunkerque se fue incorporando progresivamente al Reino de Francia bajo el reinado de Luis XIV. La región no pasó a ser definitivamente francesa hasta 1713, con el Tratado de Paz de Utrecht. El departamento del Norte formaba anteriormente parte de los Países Bajos del Sur (o, en latín, Bélgica Regia) y los Países Bajos españoles. Nord fue uno de los 83 departamentos originales creados durante la Revolución francesa, el 4 de marzo de 1790 (en aplicación de la ley del 22 de diciembre de 1789). Fue creado a partir de la antigua provincia de Flandes.